# Dibrivka (Djankoi)
|  | Per a altres significats, vegeu «Dibrivka». |

Dibrivka (en ucraïnès: Дібрівка, rus: Дубровка, Dubrovka) és un poble (un possiólok) de la República Autònoma de Crimea a Ucraïna, que el 2014 tenia 40 habitants. Pertany al districte rural de Djankoi.